# Tico Torres
Tico Torres, właśc. Héctor Juan Samuel Torres (ur. 7 października 1953 w Nowym Jorku) – amerykański muzyk, perkusista, bębniarz i autor tekstów zespołu rockowego Bon Jovi pochodzenia kubańskiego. Śpiewał także chórki w kilku wczesnych utworach Bon Jovi, w szczególności „Love for Sale” (1988) i „Born to Be My Baby” (1989). W 2018 został wprowadzony do Rock and Roll Hall of Fame jako członek Bon Jovi.

## Życiorys
Urodził się w Nowym Jorku jako syn Emmy i Héctora Torresów. Wychowywał się z bratem Andrew. Ukończył John F. Kennedy Memorial High School w Iselin w stanie New Jersey. Zdobył także licencję pilota. Wpływ na jego twórczość mieli tacy artyści jak Elvin Jones, Cozy Powell, Phil Collins, Neil Peart, Tony Williams, Billy Cobham i Buddy Rich.
W 1983 dołączył do zespołu Bon Jovi jako najstarszy członek. Tico opracował dżingle radiowe (Kodak, Chicken Delight) i utwory z soundtracku do filmów, w tym Requiem dla snu (2000) czy opery mydlanej Coronation Street (2015-2016).
W latach 1983–1985 był żonaty z Sharon Torres. Od maja 1992 do lutego 1993 spotykał się z Brooke Shields. 7 września 1996 poślubił czeską modelkę Evę Herzigovą. W czerwcu 1998 małżeństwo zakończyło się rozwodem. W styczniu 2001 poznał Marię Alejandrę Marquez. Ich ślub odbył się 23 września 2001 roku. Mają syna Hectora Alexandra (ur. 9 stycznia 2004). W wolnym czasie lubi grać w golfa, jeździć konno, rzeźbić i malować.

## Wybrana filmografia
| Rok  | Tytuł                                                                        | Rola                 | Reżyser             |
| ---- | ---------------------------------------------------------------------------- | -------------------- | ------------------- |
| 2004 | 100,000,000 Bon Jovi Fans Can't Be Wrong (film dokumentalny krótkometrażowy) | w roli samego siebie | Anthony M. Bongiovi |
| 2009 | Bon Jovi: When We Were Beautiful (film dokumentalny)                         | w roli samego siebie | Phil Griffin        |
| 2013 | Skum rocks! (film dokumentalny)                                              | w roli samego siebie | Clay Westervelt     |
| 2014 | The Life, Blood and Rhythm of Randy Castillo (film dokumentalny)             | w roli samego siebie | Wynn Ponder         |